# Strike!
Strike!, in Nederland uitgebracht als Girl Power! alias All I Wanna Do en The Hairy Bird, is een tienerfilm uit 1998 onder regie van Sarah Kernochan.

## Verhaal
De film speelt zich af in de jaren '60 op een fictieve kostschool voor meisjes. Odette "Odie" Sinclair is een rebelse tiener die dolgraag haar maagdelijkheid wil verliezen. Omdat haar ouders vrezen dat ze een tienermoeder zal worden, sturen ze haar naar die kostschool. Ze denkt dat haar leven instort, maar al gauw raakt ze bevriend met Verena, Tinka, Theresa en Maureen, drie boezemvriendinnen die lak hebben aan regels.
Wanneer de jongensschool gemengd dreigt te worden met de meisjes vanwege financiële problemen, proberen de drie rebelse meiden er alles aan te doen om dit te voorkomen en de eeuwenoude traditie in stand te houden. Ze komen in verzet, met alle gevolgen van nadien.

## Rolverdeling
| Acteur             | Personage                 |
| ------------------ | ------------------------- |
| Kirsten Dunst      | Verena von Stefan         |
| Gaby Hoffmann      | Odette 'Odie' Sinclair    |
| Lynn Redgrave      | Miss McVane               |
| Rachael Leigh Cook | Abigail 'Abby' Sawyer     |
| Tom Guiry          | "Frosty" Frost            |
| Vincent Kartheiser | Snake                     |
| Monica Keena       | Tinka Parker              |
| Matthew Lawrence   | Dennis                    |
| Heather Matarazzo  | Theresa 'Tweety' Goldberg |
| Merritt Wever      | Maureen 'Momo' Haines     |
| Robert Bockstael   | Mr. Frank Dewey           |
| Brenda Devine      | Miss Phipps               |
| Rosemary Dunsmore  | Page Sawyer               |
| Nigel Bennett      | Harvey Sawyer             |
| Jenny Parsons      | Mrs. Dewey                |
| Dorothy Gordon     | Mrs. O'Boyle              |
| Michael Reynolds   | Mr. Armstrong             |
| Caterina Scorsone  | Susie                     |
| Michael Barry      | Possum                    |
| Zachary Bennett    | Skunk                     |
| Aaron Poole        | Beagle                    |
| Danny Smith        | Groundhog                 |
| Noah Shebib        | Conrad Bateman            |
| Robin Dunne        | Todd Winslow              |
| Paul Nolan         | Charles Schumacher        |